# Iolanda da Hungria
Iolanda da Hungria ou Violante da Hungria (em húngaro: Árpád Jolan; Esztergom, Hungria, ca. 1216 — Huesca, Aragão outubro de 1251), foi princesa da Hungria e rainha consorte de Jaime I de Aragão, de 1235 até a sua morte.
Iolanda foi a única filha de André II da Hungria com a sua segunda esposa Iolanda de Courtenay, princesa de Constantinopla. Era por isso neta materna de Iolanda de Hainaut e de Pedro II de Courtenay, rei de Constantinopla, e neta paterna de Inês de Chatillon e de Bela III da Hungria, sendo meia-irmã de Bela IV da Hungria (fruto do primeiro casamento do seu pai com Gertrudes de Meran).

## Família
Casou-se na catedral de Barcelona a 8 de setembro de 1235 com Jaime I de Aragão, após o primeiro casamento deste com Leonor de Castela ter sido anulado por consanguinidade. O seu dote significava uma entrada de dinheiro e territórios, que nunca se concretizou. 
Deste casamento nasceram:
- Violante de Aragão (1236-1301), casada com Afonso X de Leão e Castela
- Pedro III de Aragão e Sicília (1239-1285), sucessor de Jaime I no trono da Coroa de Aragão
- Constança, infanta de Aragão (1238-1269), casada com Manuel, infante de Castela, senhor de Escalona e Peñafiel, irmão de Afonso, o Sábio
- Jaime II de Maiorca (1243-1311), herdeiro do reino de Maiorca, que compreendia as ilhas Baleares, os condados de Rossilhão e Cerdanha, e parte da Occitânia na posse de Jaime I. Casou-se com Esclaramunda de Foix.
- Fernando (1245-1250)
- Isabel de Aragão, casada com Filipe III de França, filho de São Luís
- Maria (1248-1267), religiosa
- Sancho (1250-1279), arcediácono em Belchite, abade em Valladolid e arcebispo de Toledo, faleceu prisioneiro dos mouros de Granada
- Sancha, monja, morreu em Jerusalém

## Legado
Iolanda impulsionou de forma decisiva a conquista do Reino de Valência em 1238 e participou ativamente na política real. Envolveu-se sobretudo na partilha da herança de Jaime I para os seus filhos, tentando afastar o rei de Afonso, o seu primogénito, nascido de Leonor de Castela.
Morreu de febre em Huesca, em outubro de 1251. Foi sepultada, tal como a sua filha Sancha, no mosteiro de Santa Maria de Vallbona de les Monges na Catalunha.